# Guye Adola
Guye Adola Idemo (Adola, Oròmia, 20 d'octubre de 1990) és un corredor de llarga distància etíop especialitzat en la mitja marató i marató.
Nascut a Adola, a la regió d'Oromiya, d'Etiòpia, va començar a entrenar amb el grup de Gianni Demadonna i va arribar a la fama el 2014. La seva primera cursa d'alt nivell va ser la Mitja Marató de Marràqueix el gener d'aquell any, que va guanyar amb un millor de 61:26 minuts. Després es va classificar quart en els campionats etíops de mitja marató.
El seu debut internacional no va trigar a succeir i va ser el millor intèrpret d'Etiòpia al Campionat Mundial de Mitja Marató de la IAAF del 2014, aconseguint la medalla de bronze individual en una marca personal de 59:21 minuts per conduir els homes etíops al tercer lloc de la competició per equips. Després de les seves primeres grans medalles, va córrer al circuit i va aconseguir la tercera posició al Giro Media Blenio a Suïssa i a la Mitja Marató de Luanda a Angola. Va guanyar la Mitja Marató de Delhi de 2014 a Nova Delhi amb la seva millor marca personal de 59:06.
En el seu debut a la Marató de Berlín del 2017, va desafiar Eliud Kipchoge i va quedar segon amb un temps final de 2:03:46, el debut de marató més ràpid de la història.
El 2020, va competir en la prova masculina al Campionat Mundial de Mitja Marató d'Atletisme 2020 celebrat a Gdynia, Polònia.
El 2021, va guanyar la prova masculina a la Marató de Berlín del 2021.